# ジェイ・リビングストン
ジェイ・リビングストン（Jay Livingston, 1915年3月28日 - 2001年10月17日）は、アメリカ合衆国の作曲家。レイ・エバンズとのコンビで映画音楽を創作したことで知られている。

## 経歴
出生名、ジェイコブ・ハロルド・レビソン（Jacob Harold Levison）。ペンシルベニア州マクドナルド（McDonald）出身。ユダヤ人であった。
リビングストンは、ペンシルベニア州ピッツバーグでハリー・アーチャー（Harry Archer）にピアノを習い、高校在学中には、校内のクラブでミュージシャンとして活動した。高校卒業後、ペンシルベニア大学に入学し、ダンスバンドを結成した。そこで、このバンドに所属していて、後に生涯の親友となるレイ・エバンズと出会う。
1937年、リビングストンとエバンズは音楽の創作活動を始める。1948年に公開された映画『腰抜け二挺拳銃』（The Paleface）のために作られた「ボタンとリボン」（Buttons and Bows）という曲で初めてアカデミー歌曲賞を受賞。1950年には、映画『別働隊』（Captain Carey, U.S.A.）の主題歌である「モナ・リサ」（Mona Lisa）、さらに、1956年には、映画『知りすぎていた男』（The Man Who Knew Too Much）の主題歌である「ケ・セラ・セラ」（Que Sera Sera）でもそれぞれアカデミー歌曲賞を受賞した。また、1951年に公開された映画『腰抜けペテン師』（The Lemon Drop Kid）の曲で、クリスマスソングでもある「銀の鐘」（Silver Bells）を創作したことでも知られる。
2001年10月17日、肺炎のためカリフォルニア州ロサンゼルスで死去。86歳だった。体はウエストウッド・メモリアルパーク・セメタリー（Westwood Village Memorial Park Cemetery）に埋葬された。